# Паен Ран
Па́ен Ра́н (кхмер. ប៉ែន រ៉ន, [paen rɑːn]) — камбоджийская певица и автор песен, карьера которой пришлась на 1960-е и начало 1970-х гг. Дебютировала в 1963 году с песней «Pka Kabass», однако наибольшую популярность обрела только после начала сотрудничества с Сын Сисамутом в 1966 году, став звездой национального масштаба.
В репертуаре певицы множество шлягеров, среди которых выделяют «Kanha 80 Kilometer» (កញ្ញា៨០គីឡូ) и «Komlos Jreus Jap». Паен Ран принято считать второй по величине звездой камбоджийской рок-сцены и одной из самых универсальных исполнительниц: её творчество охватывало фолк, рок-н-ролл, ча-ча-ча, агого, мамбо и джаз.

## Жизнь, творчество и наследие
О личной жизни певицы известно немного, большинство сведений извлечено из её собственных песен, что само по себе является крайне ненадёжным источником. Сама же Паен Ран старалась не афишировать подробности своей личной жизни. Установлено, что она была родом из Баттамбанга на северо-западе Камбоджи и училась в той же школе, что и её младшая современница Руох Серейсоттхеа, другая популярная певица того же периода. У Паен Ран была сестра по имени Паен Рам, которая также выступала исполнительницей камбоджийской психоделической рок-сцены в последние годы её развития. 
В 1960-х годах глава камбоджийского государства Нородом Сианук (сам музыкант, среди прочих своих увлечений) поощрял развитие популярной музыки в стране. Паен Ран выступила одной из первых участниц местной поп-музыкальной сцены с хитом 1963 года «Pka Kabas», но по-настоящему общенациональной звездой стала в 1966 году, когда начала записываться с Сын Сисамутом. За всю свою карьеру она, как полагают, исполнила сотни песен, многие из которых написала сама. 
Паен Ран была известна своей необузданной личностью, западными причёсками и модой, отвергая традиционные требования к кхмерским женщинам и представляя новые гендерные роли, а её сценические танцы и фривольные тексты песен считались скандальными в Камбодже того времени. В конце своей музыкальной карьеры Паен Ран всё ещё оставалась незамужней деловой женщиной в возрасте чуть за тридцать, что также было необычно для консервативных порядков региона (она затронула эту тему в песне «Мне 31», которая была ответом на шлягер Руох Серейсоттхеа «Мне 16»). 
Карьера певицы оборвалась в апреле 1975 года, когда к власти в стране пришли Красные Кхмеры. Они начали масштабные репрессии против представителей интеллигенции и искусства. Паен Ран, как и большинство камбоджийских музыкантов, вероятно, погибла во время геноцида, но её точная судьба неизвестна.
Некоторые факты её биографии приведены в фильме «Sleepwalking Through the Mekong», в котором её младшая сестра — Паен Ром, — заявила, что Ран оставалась жива до начала 1978 года (то есть вплоть до начала вьетнамского вторжения в Камбоджу). Именно тогда Красные Кхмеры провели последнюю и самую массовую серию казней за весь период своего правления. В документальном фильме BBC, посвященном камбоджийским музыкантам, в частности, группе Cambodian Space Project, которая исполнила множество песен Паен Ран, сообщалось, что полпотовцы уличили Паен Ран в исполнении одной из своих песен, что и послужило поводом для казни.
Начиная с конца 1990-х годов интерес к музыке Паен Ран возродился благодаря альбому Cambodian Rocks, а документальный фильм «Не думай, что я забыл» описал её как одну из самых популярных и влиятельных артисток своей эпохи, особенно среди молодых камбоджийцев. 

## Сохранившиеся записи
Ниже приведен список всех (а их более сотни) известных на данный момент песен Паен Ран. Также у певицы были совместные записи с другими звездами камбоджийской эстрады, такими как Сын Сисамут и Руох Серейсоттхеа.

### Сольные записи
- Tvey beu jeung mek nov chgai
- Srolanh doj j'eung
- Mao Sereiroat
- Kmum na min tij
- Oh Pleang Euy
- Bong kom Prouy (англ. Darling, Don't Worry)
- Cherng Maik Por Kmao
- Mamai Bei Dong
- Bondam Tunle Buon Mouk
- Chan Penh Boromey
- Chnam Oun 31
- Chrolom Pdey Keh
- Jumno Trocheak
- Juob Ter Bros Kbot
- Kam Peah
- Kdao Tngay Min Smoe Kdao Chit
- Komlos Lan Krahorm
- Konlong Pnhei Kluon
- MeMai Sabay Jet
- Meta Own Pong
- Min Jong Skarl Teh Kdey Snaeha
- Min Sok Chet Te
- Mjass Chenda
- Mtay Kaun
- Oun Skol Chet Bong Srey
- Pka Sondun
- Preah Paey Popok
- Pros Chang Reiy
- Pros Reang Yeh Yeh
- Reatrey Nov Pailin
- Rom Ago Ago
- Rom Jongvak Twiss
- Rom Som Leis Keh
- Sabay Avey Mles
- Sday Chit Del Sralanh
- Sein Kmas Keh
- Sneh Krom Mlob Chhrey
- Somleng Kmous Kah
- Sour Ey Sour Jos
- Sromai Jea Nich
- Tgai Na Bong Tomne
- Tgnai Nis Reabka Khynom
- Thngai Sonrak
- Tonsa Mok Pi Na
- Veal Smoa Khiev Kchey

### С участием Сын Сисамута и других артистов
- Somposs Chan Kreufah
- Kaal Na Pka Reek
- Kuu Nep Nit
- Ahnet Oun Phorng Pdei Euy (Паен Ран, Енг Нары)
- Bondaet Kbone Laeng (Паен Ран, Сын Сисамут)
- Brorjum Knea Rom Sabay (Паен Ран)
- Cer Chaet Chol Chnam (Паен Ран, Сын Сисамут)
- Deing Eiy Teh Bong (Паен Ран, Meas Samon)
- Jole Jroke Sin Nean (Паен Ран, Сын Сисамут)
- Lit Ondat Chea Bakse(Паен Ран, Енг Нары)
- PasDai Ban Heiy (Паен Ран, Сын Сисамут)
- Sahao Bomput Dot Manoos Tieng Ruos
- Smak Bong Lan Tmey
- Smak Oun Mouy (Паен Ран, Руох Серейсоттхеа, Сын Сисамут)
- Snea Douch Jeung Meik (Паен Ран, Сын Сисамут)
- Soom Gneak Mok Niss (Паен Ран, Руох Серейсоттхеа, Сын Сисамут)
- Srey Chnas Bros Chnerm (Паен Ран, Сын Сисамут)
- Srey Sross Somross Kmean Ptum (1963)
- Srorlanh Srey Nas  (Паен Ран, Ин Ыенг)
- Tgnai Jey Nak Phnom (Паен Ран, Tet Somnang)
- Tov Surprise Mdong (Паен Ран, Руох Серейсоттхеа)
- Trov Bong Sleak Kbin (Паен Ран, Сын Сисамут)